# فيلاجويغا
بلدية فيلاجويغا (بالإسبانية: Vilajuïga) هي بلدية تقع في مقاطعة جرندة التابعة لمنطقة كتالونيا شمال شرق إسبانيا.

## الديموغرافيا
بلغ عدد سكان بلدية فيلاجويغا 1.166 نسمة عام 2011 (وفقاً للمعهد الوطني الإسباني للإحصاء).
| 856 | 924 | 1.002 | 1.059 | 1.117 | 1.149 | 1.166 |